# Берсуатський сільський округ
Берсуа́тський сільський округ (каз. Бірсуат ауылдық округі, рос. Берсуатский сельский округ) — адміністративна одиниця у складі Аршалинського району Акмолинської області Казахстану. Адміністративний центр — село Берсуат.
Населення — 618 осіб (2021; 901 у 2009, 1205 у 1999, 1714 у 1989).
Станом на 1989 рік існували Анарська сільська рада (села Актасти, Анар, Донецьке, селище Роз'їзд 45) та Берсуатська сільська рада (села Байдали, Берсуат, Роздольне). 1993 року село Актасти та колишнє селище Роз'їзд 45 увійшли до складу Вишневської селищної адміністрації, усі інші населені пункти утворили Анарський сільський округ (села Анар, Байдала, Бірсуат, Донецьке, Роздольне). Пізніше села Байдала, Бірсуат та Роздольне утворили окремий Берсуатський сільський округ. Село Шалгай ліквідовано 2009 року.

## Склад
До складу округу входять такі населені пункти:
| Населений пункт | Колишні назви                   | Населення, осіб (1989) | Населення, осіб (1999) | Населення, осіб (2009) | Населення, осіб (2021) |
| --------------- | ------------------------------- | ---------------------- | ---------------------- | ---------------------- | ---------------------- |
| Байдала, село   | Байдали                         | 375                    | 231                    | 158                    | 100                    |
| Берсуат, село   | Роздольне                       | 1006                   | 778                    | 717                    | 512                    |
| --Шалгай, село  | Бірсуат (до 2008 року), Берсуат | 333                    | 196                    | 26                     | 6                      |